# Петрово (Старозагорская область)
Петрово (болг. Петрово) — село в Болгарии. Находится в Старозагорской области, входит в общину Стара-Загора. Население составляет 355 человек.

## Политическая ситуация
В местном кметстве Петрово, в состав которого входит Петрово, должность кмета (старосты) исполняет Грозё Минчев Грозев (Болгарская социалистическая партия (БСП)) по результатам выборов правления кметства.
Кмет (мэр) общины Стара-Загора — Светлин Танчев (Граждане за европейское развитие Болгарии (ГЕРБ)) по результатам выборов в правление общины.